# Мира Бањац
Мирјана Мира Бањац (Ердевик, 4. новембар 1929) српска је глумица. Сматра се једном од највећих звезда у историји југословенске и српске кинематографије.
Након петнаест година рада у позориштима, и то највише у Српском народном у Новом Саду, Мира се 1960—их постепено окреће малим и великим екранима, и већ седамдесетих њен уметнички израз доживљава праву експанзију, кроз чак 44 филмска и телевизијска остварења у времену између 1970. и 1979. године. Из тог периода истиче се њена улога у класику Чувар плаже у зимском периоду, која јој је донела славу широм бивше Југославије. Ништа мање радних осамдесетих доживљава врхунац у каријери, углавном са улогама малих људи обичних судбина, фабричких радница, мајки са периферије, а све јаких, несаломивих жена из народа, које граде и носе социјалистички систем. Међу њима се истичу улоге у представи Радован III, у филмовима Лов у мутном, Сјећаш ли се Доли Бел, Варљиво лето ’68, Балкански шпијун, у коме је одиграла своју најчувенију Даницу Чворовић, затим Јагоде у грлу, Вуковар, једна прича, Лепа села лепо горе, Нож и друге. Почетком миленијума упечатљив је њен рад у телевизијским серијама Породично благо и Бела лађа, где је играла врачару Роску, путујући лик из фиктивног универзума Синише Павића, затим у ТВ серијама Казнени простор, Сељаци, Вратиће се роде и Пси лају, ветар носи. Иако у позним годинама, глумица је 2010—их наставила да снима и остварила запажене главне и епизодне улоге у филмовима Бели лавови, Мамарош, Реквијем за госпођу Ј., Бисер Бојане и Концентриши се, баба.
Мира Бањац је током више од седамдесет година стажа добила највеће еснафске награде и признања, првенствено Добричин прстен, Награду Жанка Стокић, Златног ћурана, Статуету Ћуран, Награду Павле Вуисић, Статуету Јоаким Вујић, две Стеријине награде, две Златне арене, Нушићеву награду и друге. О њеном животу и стваралаштву написано је неколико књига, од којих су две најпознатије Мирјана Мира Бањац — Једна једина и Не дај се. Добила је и највеће признање у области уметности и науке АП Војводине и Златну медаљу за заслуге Републике Србије.
После смрти Бранке Веселиновић постала је најстарија активна глумица у Србији.

## Одрастање у Војводини. Младост
У једној од њених монографија пише да је Мира Бањац рођена у Ердевику, рано јутро, уз звуке плех−музике ватрогасног оркестра који се нашао испод прозора њене мајке.
Глумица је једном рекла да је брак између њених родитеља, Олге и Теодора, склопљен а да се они нису ни познавали — он, потомак српских исељеника у Сједињене Америчке Државе, који не говори српски — она, лепотица из угледне војвођанске породице, која не говори енглески. Теодорова мајка Наталија је довела његову сестру и њега у Србију како би га оженила. Када је Мира имала само четири године, отац се вратио у Детроит, а мајци и њој послао карте да му се придруже, које оне, на наговор Мириних ујака, никада нису искористиле. Након његовог одласка, постало је осетно да је Олга сувишна у кући своје сада већ бивше свекрве, због чега је одлучила да се врати у кућу своје браће, и дође по ћерку када поправи своје прилике. Међутим, чак и када се то догодило и мајка дошла по њу, баба и тетка јој нису дозволиле да поведе Миру са собом. Мира је рекла за бабу да је била изузетно предузимљива жена и да је увече волела коцку, али и да је била велика хохштаплерка, која је згрнула велике паре кријумчарећи виски за време прохибиције. Тетка је говорила четири језика, путовала Европом и упознала малу Мирјану са поезијом. Нажалост, баба и тетка су се толико свађале, да су једини светли тренуци у Мирином детињству биле повремене мајчине посете. Тетка се на крају удала и вратила у Сједињене Државе. Током једне од позоришних турнеја по Америци, Мира је отишла на адресу где је ова живела, само прочитала њено име на вратима, окренула се и отишла. Када је почео Други светски рат па се границе затвориле, Мирина мајка, која је радила у Београду, четири године није видела своју ћерку са друге стране Дунава. Осим за мајку, Мира је била везана и за своју учитељицу, Живку Рађић, која је препознала и неговала њене таленте. У посети селу већ као позната глумица, Мира је од бивше учитељице добила један од најдрагоценијих поклона у свом животу — теглу компота од вишања.
Важила је за дрско и духовито дете. Пред девојчицом од које је тражила да јој позајми бицикл играла је кловна, да би јој се одужила. У школу је, каже, долазила као луда Офелија — са свилом од кукуруза у коси. Истиче да је све то био инат, самоодбрана, њен начин да каже не дам се, упркос свему. Глумица је у својој биографији закључила да јој је детињство било болно, и да никада није желела да врати године.
За време рата петнаестогодишња Мира била је годину дана у културној секцији Прве пролетерске бригаде. Тада је из родног Ердевика пешачила пут Трста, и први пут видела море. На војној приредби у Хрватском народном казалишту 1945. године је рецитовала песму о Загребу, анонимног шибеничког војника — тада је први пут крочила на сцену.

## Глумачка каријера Мире Бањац
Током више од 70 година каријере Мира Бањац је играла поред готово свих великих глумачких звезда Југославије. Партнери су јој били Зоран Радмиловић, Данило Бата Стојковић, Миодраг Петровић Чкаља, Павле Вуисић, Мија Алексић, Бата Живојиновић и многи други. Играла је и уз Радмилу Савићевић, Милену Дравић, Оливеру Марковић, Ружицу Сокић, Секу Саблић, Светлану Бојковић и остале. Деца на филму и телевизији била су јој Соња Савић, Славко Штимац, Аница Добра, Никола Којо, Бранка Пујић, Драган Јовановић и многи глумци и глумице свих генерација.
Мира Бањац је, упркос својој слави и мноштву улога, неретко играла споредне или епизодне улоге. Глумица је истицала да није сујетна, нити би минутажа требало да буде повод за сујету, јер су јој краће улоге некада представљале већи изазов. Наводила је речи свог професора, који је казао да ко не зна епизоду да игра, тај неће знати ни велику улогу; у епизоди, у једном или два кадра, морате да покажете шта знате.

### 1949—1979: Тридесет година у позоришту
Мира је била у првој генерацији глумаца која је завршила Државну глумачку школу у Новом Саду 1950. године, у класи Јурија Ракитина. Њена каријера заправо и јесте започела најпре петнаестогодишњим радом у позоришту. Уз краће ангажмане у позориштима у Сремској Митровици (1949—1951) и Народном позоришту у Бањој Луци (1953—1955), где је играла и у оперетама, радила је у Српском народном позоришту у Новом Саду (1951—1970).
Филмска и телевизијска глумица постала је тек средином шездесетих година двадесетог века, када је 1964. године добила улогу у ТВ филму Бој на Косову, раме уз раме са Мијом Алексићем, Оливером Марковић и Даром Чаленић, тада великим југословенским звездама. Негде у исто време, 1967. године, још увек млада глумица добила је своје прво велико признање, Стеријину награду за представу Трактат о слушкињама. Соја Јовановић јој је крајем деценије поверила две улоге — главну у филму Пусти снови, и улогу Персе Мицић у популарној комедији Силом отац, са Миодрагом Петровићем Чкаљом.

Године 1970. прешла је у Београд и постала члан Атељеа 212.

Знате, Атеље је имао тај свој мали клуб који је био мали само по квадратури, а по свему другом велики, нарочито по људима који су у њега свраћали. Сиђете у паузи проба доле и затекнете Михиза или са Бориславом Пекићем или са Бобом Селенићем или са Данилом Кишом, Ћосићем... Често се догоди да се тамо нађу одједном заједно три умна човека, гледате их, слушате и схватите да је тај необавезни разговор вредан једне катедре. Сад кад имам више времена, узимам њихове књиге, читам, уживам и покушавам да надоместим пропуштено.

Она каже да је њен живот истински почео тек тада, а да је све пре тога већином била велика мука кроз коју је пролазила сама. Почетком седамдесетих играла је мање улоге у ТВ серијама Рођаци, С ванглом у свет и Село без сељака, и главне у филмовима мање продукције — Не газите мушкатле и Један ујак Хојан. Највећи успех у то време глумица је заправо имала у позоришту, када је најпре 1970. најпре добила још једну Стеријину награду, а затим 1972, за извођење у представи Село Сакуле, а у Банату у продукцији Српског народног позоришта и Статуету Ћуран на Данима комедије у Јагодини. Крајем децембра 1973. у Атељеу 212 почиње да игра Катицу у Радовану III. Она је Радованова ћерка, од које је отац у недостатку сина направио мушкарачу, која вози хладњачу и звижди за девојкама. Целокупна постава, предвођена Зораном Радмиловићем, учинила је овај комад једним од најгледанијих у Југославији. Године 1974. играла је споредну улогу у филму Жута са Ружицом Сокић, и мању улогу у ТВ серији Камионџије. Две године касније гостовала је на телевизији у програму Образ уз образ, који је водила већ тада прослављена Милена Дравић, заједно са својим тада мање познатим супругом, Драганом Николићем. Исте године појавила се и у ТВ серији Позориште у кући 2. Уследио је хорор филм Кичма редитеља Влатка Гилића, па драма Хитлер из нашег сокака и насловна улога у ТВ серији Марија, у којој су је шишали до главе, и за коју је добила први милионски уговор. Глумица се касније присећала да јој је Марија дуго била омиљена улога, и да су, у термину када се емитовала, улице широм Југославије биле празне.
Напокон 1976. година Мира је добила највећу улогу у својој дотадашњој каријери, и то споредну — као Спасенија Пашановић у класику Чувар плаже у зимском периоду, где је играла мајку главног јунака. Овај филм Горана Паскаљевића, рађен према сценарију Гордана Михића, проглашен је за српско културно добро од великог значаја. Наредне године, за лик Милеве у филму Не нагињи се ван глумица је овенчана наградом Златна арена за најбољу споредну женску улогу на Филмском фестивалу у Пули. Крајем седамдесетих Мира је играла још и у драми Како упокојити вампира, по сценарију Борислава Пекића, и у комедији Радио Вихор зове Анђелију.

### 1980—1989:Балкански шпијуниВарљиво лето
Почетком осамдесетих игра епизодне улоге у биоскопском хиту Мајстори, мајстори и у ТВ серији Врућ ветар, а затим главну у комедији Лов у мутном. Године 1981. добија Златну арену за најбољу главну женску улогу као новинарка Јованка која прави репортажу о учесницима народноослободилачког рата у Срему, у филму Широко је лишће. Тада је започео најплодоноснији период у каријери Бањчеве.
Исте године играла је Савету Говедаревић у комедији Шеста брзина, где јој је партнер био Радмиловић. Поред њих двоје играли су још и Милена Дравић и Бата Живојиновић, и успешни филм је потом преточен у вишечасовну причу, као ТВ серија Приче из радионице. Зоран и Мира су за улоге брачног пара Говедаревић поделили награду Она и он на Филмским сусретима у Нишу. Истовремено је тумачила и епизодне улоге у ТВ серији Докторка на селу и улогу мајке у прослављеном филму Емира Кустурице — Сјећаш ли се Доли Бел. О снимању овог другог филма глумица је у једном интервју поделила лепа сећања на дане проведене у Емировој кући, где су Љиљана Благојевић и она живеле јер је било практичније због снимања. Године 1984. Мира Бањац два пута игра супругу Данилу Бати Стојковићу, у два филма — оба проглашена за културно добро Србије. Први је био Варљиво лето ’68, комедија од одрастању младог Петра (игра га Славко Штимац) и његовим љубавним и породичним незгодама. Друга улога је била њена вероватно најпознатија — Даница Чворовић, жена Илије Чворовића у црној комедији Балкански шпијун, присиљена да мирно подноси мужевљево деструктивно понашање, и да што може боље сачува породицу од пропасти. Први је режирао Горан Паскаљевић по сценарију Гордана Михића, а други Душан Ковачевић, према мотивима властите драме.
Мира је успех наставила и 1985. као свастика Ружа у комедији Јагоде у грлу, и као Милада у драми Лепота порока. У потоњем глуми строгу управницу нудистичке плаже, на коју долази да ради (Мира Фурлан). Након низа мањих пројеката Мира је одиграла ролy у филмовима Живот радника и Чудо у Шаргану. Редитељка Мира Траиловић окупила је за телевизијску екранизацију представе Чудо у Шаргану поставу коју су поред Мире, чинили и Ружица Сокић, Сека Саблић и Ташко Начић. Деценију је завршила ТВ серијама Доме, слатки доме, Ђекна још није умрла, а ка' ће не знамо и Метла без дршке, где је играла Десу. Као и седамдесетих, и осамдесетих је глумица била једна од најупосленијих у земљи. Од 1980. до 1989. одиграла је 52 улоге, не рачунајући оне у позоришту.

### 1990—1999: Роска у серијама Синише Павића
Почетком 1990—их Мира Бањац је играла у комедији Последњи валцер у Сарајеву, па затим главну улогу, господарицу Жупански у хорор филму Свето место, који је режирао Ђорђе Кадијевић према мотивима приповетке Виј Николаја Гогоља. Тумачила је и улогу Наталије у телевизијском филму Руски цар, о љубави двоје пензионера. Глумица је улогу добила на захтев Миодрага Петровића Чкаље, који је желео да у свом последњем филму — како се потом и испоставило — игра управо са њом. Тумачила је улогу Милке у филму Вуковар, једна прича 1994. године, па затим Буцке у црногорској минисерији Ориђинали.
Године 1996. појавила се као сладолеџијка у драми До коске, и као мајка Веље (Никола Којо) у комедији Лепа села лепо горе Срђана Драгојевића. Последња три филма која је снимила у овом периоду биле су комедије Лажа и паралажа и Буре барута Горана Паскаљевића, и трећи — историјски трилер Нож, снимљен по мотивима романа Вука Драшковића.
Последња улога коју је глумица тумачила у двадесетом веку била је врачара Роска, у једној од најпопуларнијих српских серија — теленовели Породично благо редитеља Синише Павића. Розалија Михајловић, позната као Роска, лажна је пророчица која узима новац од лаковерних људи, међу којима су први били Бисенија и Трајко Гавриловић (Весна Тривалић и Жика Миленковић), који су дошли да замоле Роску да у својој кугли пронађе Бисенијиног мужа. Роскина најбоља пријатељица у серији била је Достана, коју је као своју последњу улогу одиграла Радмила Савићевић. Улога видовите старице донела је Мири Бањац нову славу и обожавање младе публике.

### 2000—2009: Добричин прстен. Телевизијске улоге
Након успеха ТВ серијала Породично благо, прве деценије новог миленијума Мира Бањац је највише стварала на телевизији. Глумица касније о телевизији као медију није говорила са много љубави, већ је истицала да је она опасна, јер код младих глумаца ствара осећај инстант−славе.
Године 2001. играла је у филмовима Сељаци и Све је за људе са Батом Живојиновићем, из којих је пет година касније настала истоимена ТВ серија од 131 епизоде. Била је и баба Мара у комедији Она воли Звезду и баба са цегерима у Потери за срећ(к)ом.
У бројне споредне телевизијске улоге које је остварила у ово време убрајају се клептоманка у Лисицама, Анина баба у Казненом простору, удовица Шћепана Јововића у Стижу долари, Анина тетка у Мјешовитом браку, Милка у ситкому Љубав, навика, паника и бака Ружа Синђелић у Вратиће се роде.

### 2010—2019: Награда „Жанка Стокић”.Мамарош
Године 2015. играла је споредну улогу у филму Звиздан хрватског редитеља Далибора Матанића. Мира је изјавила да јој је указана велика част што је екипа филма, одвела на светску премијеру на Канском филмском фестивалу, где никада пре није била. На снимању филма Концентриши се, баба у Сарајеву 2019. године, глумица је прославила свој 90. рођендан. Филмска екипа је направила рођенданску забаву и донела неколико торти. Мира се нашалила да има толико торти, да су могли и да је удају, само да јој још увек није рано за удају.

### 2020—данас: Осма деценија уметничког стваралаштва
Филм Концентриши се, баба Пјера Жалице премијерно је приказан на Филмском фестивалу у Сарајеву 2020. године. О улози Марије у филму рекла је да је то улога у хибернацији, јер она само лежи у кревету и посматра, и да од свих мајки које је одиграла, једино та није била добра мајка. Године 2021. очекује се премијера драме Душана Ковачевића Није лоше бити човек, у коме једну од улога тумачи глумица. Ковачевићу и Мири је ово била прва сарадња после Балканског шпијуна.
У августу 2021. Мира Бањац је била лакше повређена у саобраћајној несрећи.
Сала биоскопа Абазија на Палићу именована је по њој децембра 2023.

## Карактерна глумица обичних, а јаких жена
Мирина мајка Олга подржавала је младу девојку у њеним амбицијама да постане глумица упркос противљењу целе породице и Мира додаје да је Олга била божанствена, кључна особа у њеном животу. Оно што је Олга, међутим, замерала ћерки тицало се Мириног изгледа, јер је прижељкивала да Мира буде заносна као Ружица Сокић или Вера Чукић. Глумица је касније говорила како је била врло свесна свог ниског раста, и како верује — недостатка харизме, због чега је рано схватила да треба да постане карактерна глумица. Каже да, пошто није била ни атрактивна, нити звезда, морала је да ради на грађењу карактера својим малим ногама, малим рукама и малим очима.
Када се за време рата придружила Првој пролетерској бригади, у Илоку су јој одсекли косу. Мира је убрзо после тога имала једну од својих првих аудиција, где се појавила у војничким цокулама и у енглеској блузи. У интервјуу за хрватски Јутарњи лист, глумица се присећала тог догађаја и закључила да је изгледала заиста грозно, али да је аудиција ипак сјајно прошла.

## Приватни живот
Након завршетка студија, Мира је у Сремској Митровици упознала Андреја Јовановића, инжењера шумарства. Пар се убрзо венчао, добио сина Бранислава, а затим и развео — после пет година брака. Живот глумице годинама још увек није постајао лакши. На њену жалост, мајка јој је умрла 1962. од срчаног удара, и није доживела да види ћеркин успон у врх југословенске кинематографије, а Мира, тада у Пољској, на својој првој турнеји, није стигла да се опрости.
Средином седамдесетих Мира је запала у велике дугове. Самохрана мајка, са мањим, неуносним улогама, била је присиљена да тражи помоћ од зеленаша. Неколико деценија касније говорила је да је тада запала у толики очај, да је села у један ресторан да напише опроштајно писмо, и да се након тога убије. Из кризе је извукла улога Марије у истоименој ТВ серији, за коју је добила уговор од неколико милиона динара.
6. фебруара 2025. године умире јој син Бранислав у 74. години живота након компликација од пнеумоније.
Са жаљењем гледа и на Народно позориште у Београду, у коме никада није играла, као и улогу Живке Министарке Бранислава Нушића, коју никада није добила.
Глумица је у књизи Не дај се рекла да не мисли да је на приватном плану заправо успешна, већ да је ускраћена за многе ствари, понајвише за породицу и породицу свога сина. Истиче да је за то највише криво позориште, које глумца треба од јутра до мрака. У једном интервјуу у познијим годинама глумица је рекла да би целу своју каријеру дала за једно унуче. Мира још истиче и да је страствени пушач, а служи се и муштиклом.
Такође, бавила се и педагошким радом на Академији уметности у Новом Саду.

### Пријатељства са колегама
На снимању филма Балкански шпијун глумица је имала доста непријатности са Данилом Батом Стојковићем, са којим се често свађала. Додаје међутим, да је увек он био тај који би после дошао са цвећем или чоколадом, клекнуо да јој пољуби руку и да се извини. О Зорану Радмиловићу је говорила да и није био толико занимљив ван сцене, да је био мизантроп и повучен у себе. Када су јој 2014. јавили да ће јој у Народном позоришту у Београду бити додељена „Жанка Стокић”, и упитали је кога би волела да позову као госте, глумица је најпре заћутала и изјавила да би желела да поново види управо Бату Стојковића и Зорана Радмиловића, и њену Ружу (Сокић). Рекла је да је одласком троје њених најбољих пријатеља њен живот осиромашен.
Мира је дугогодишња пријатељства склопила и са редитељком Миром Траиловић, која ју је, како каже, довела у своју породицу Атељеа 212, Секом Саблић, Петром Краљем и Ташком Начићем.

## Награде и признања (избор)
Добитница је бројних награда, између којих се издвајају:
- Златна медаља за заслуге (2020)[31]
- Добричин прстен, највеће глумачко признање у Србији за животно дело (2000)
- Награда „Павле Вуисић“ за изузетан допринос домаћем филму (2008)
- Награда „Жанка Стокић“ за изузетан допринос српској филмској, позоришној и телевизијској уметности (2014)
- Златни ћуран, за животно дело глумцу комичару (2004)
- Нушићева награда, за животно дело глумцу комичару (2016)
- Статуета Јоаким Вујић, за изузетан допринос развоју позоришне уметности Србије (1986)
- Стеријина награда за улогу у представи Трактат о слушкињама, (1967)
- Стеријина награда за улогу у представи Село Сакуле а у Банату, (1970)
- Златна арена за најбољу главну женску улогу у филму Широко је лишће на Филмском фестивалу у Пули (1981)
- Златна арена за најбољу споредну женску улогу у филму Не нагињи се ван на Филмском фестивалу у Пули (1977)
- Статуета Ћуран за улогу у представи Село Сакиле а у Банату на фестивалу Дани комедије у Јагодини (1972)
- Велика повеља за женску улогу за улогу у филму Варљиво лето `68, на Филмским сусретима у Нишу (1984)
- Награда за епизодну женску улогу у филму Јагоде у грлу, на Филмским сусретима у Нишу (1985)
- Повеља за женску улогу у филму Живот радника, на Филмским сусретима у Нишу (1987)
- Награда за епизодну женску улогу у филму 72 дана, на на Филмским сусретима у Нишу (2010)
- Октобарска награда Новог Сада
- Октобарска награда Београда
- Седмојулска награда
- Награда "Она и он", за глумачки пар године у серији Приче из радионице, са Зораном Радмиловићем (1982)
- Награда града Загреба (за ТВ серију Марија),
- Златни ловоров вијенац за животно дјело (Сарајево 1991).[22]
- Златна антена за свеукупан допринос домаћој ТВ продукцији, на 8. ФЕДИС-у, (2018)[32]
- Награда Милан Жмукић за изузетан допринос афирмацији фестивала Херцег Нови - Montenegro film festival, (2019)
- Награда Александар Лифка, за допринос европској кинематографији, на фестивалу "Палић", (2014)
- Београдски победник (2020)[33]
- Покрајинско признање „Павле Паја Јовановић” за 2019. годину[34][35]
- Статуета слободе, СОФЕСТ (2021)[36][37]
- Велика повеља „Бранковог кола”[38][39]

## Улоге на филму и телевизији
| Год.          | Назив                                                 | Улога                                |
| ------------- | ----------------------------------------------------- | ------------------------------------ |
| 1960-е        |                                                       |                                      |
| 1959.         | Спектакл поетског хумора Војводине (ТВ филм)          |                                      |
| 1964.         | Бој на Косову (ТВ филм)                               | Сајка                                |
| 1967.         | Џандрљиви муж (ТВ филм)                               | Мага                                 |
| 1967.         | Пробисвет (минисерија)                                |                                      |
| 1968.         | Пусти снови                                           | Зорица Божовић                       |
| 1968.         | Првокласни хаос (минисерија)                          |                                      |
| 1969.         | Силом отац                                            | Перса Мицић                          |
| 1970-е        |                                                       |                                      |
| 1970.         | Рођаци (минисерија)                                   | Анка                                 |
| 1971.         | С ванглом у свет (ТВ серија)                          |                                      |
| 1971.         | Дипломци (минисерија)                                 | Будина ујна                          |
| 1971.         | Сладак живот на српски начин (ТВ филм)                |                                      |
| 1972.         | Женски разговори (минисерија)                         |                                      |
| 1972.         | Један ујак Хојан (ТВ филм)                            | Мајка                                |
| 1972.         | Глумац је, глумац (ТВ серија)                         |                                      |
| 1972.         | Смех са сцене: Атеље 212 (ТВ филм)                    | Мајсторица                           |
| 1972.         | Не газите мушкатле (ТВ филм)                          |                                      |
| 1972.         | Село без сељака (ТВ серија)                           |                                      |
| 1973.         | Жуте фесвице (ТВ филм)                                | Рада, млада                          |
| 1973.         | Сланици (ТВ филм)                                     | Кокица                               |
| 1973.         | Камионџије (ТВ серија)                                | стрина Цана                          |
| 1971.         | Операција 30 слова (ТВ серија)                        |                                      |
| 1973.         | Наше приредбе (минисерија)                            | Каролина Хорват                      |
| 1973.         | Жута                                                  | Студенткиња                          |
| 1973.         | Паја и Јаре - Камионџије                              | Стрина Цана                          |
| 1973.         | Бећарски дивани (ТВ филм)                             |                                      |
| 1973.         | Црвена башта (ТВ филм)                                |                                      |
| 1974.         | Просек (ТВ филм)                                      | Јеја                                 |
| 1974.         | Дивље године (ТВ серија)                              | Ката                                 |
| 1974.         | Позориште у кући 2 (ТВ серија)                        | Зорка Јорганџијевић                  |
| 1974.         | Образ уз образ (ТВ серија)                            | Мира                                 |
| 1974.         | Власт (ТВ филм)                                       | Мица                                 |
| 1974.         | Забавни новогодишњи блок (ТВ филм)                    |                                      |
| 1975.         | Кичма                                                 | Госпођа Шелић                        |
| 1975.         | Соба са пет зидова (ТВ филм)                          | Станка                               |
| 1975.         | Хитлер из нашег сокака                                | Заретова жена                        |
| 1975.         | Песма (минисерија)                                    | Праља                                |
| 1976.         | Марија (минисерија)                                   | Марија, главна улога                 |
| 1976.         | Звездана прашина (ТВ филм)                            | Каћа                                 |
| 1976.         | Нина-нана за Павлицу (ТВ филм)                        |                                      |
| 1976.         | Кухиња (ТВ филм)                                      | Ана                                  |
| 1976.         | Чувар плаже у зимском периоду                         | Спасенија Пашановић                  |
| 1977.         | Како упокојити вампира (ТВ филм)                      | Марија                               |
| 1977.         | Таксист (ТВ филм)                                     |                                      |
| 1977.         | Не нагињи се ван                                      | Милева                               |
| 1978.         | Најлепше године (ТВ филм)                             |                                      |
| 1978.         | Једини дан (минисерија)                               |                                      |
| 1978.         | Седам плус седам (ТВ серија)                          | Мира                                 |
| 1978.         | Сва чуда света (ТВ филм)                              |                                      |
| 1979.         | Срећна породица                                       | Инспектор                            |
| 1979.         | Срећна породица (минисерија)                          | Инспектор                            |
| 1979.         | Радио Вихор зове Анђелију                             | Лепана                               |
| 1980-е        |                                                       |                                      |
| 1980.         | Мајстори, мајстори!                                   | Љиљана Грбић, сервирка               |
| 1980.         | Интереси (ТВ филм)                                    |                                      |
| 1980.         | Врућ ветар (ТВ серија)                                | Фиргина вереница Мара                |
| 1980.         | Само за двоје (ТВ филм)                               | Милорадова колегиница из канцеларије |
| 1981.         | И нама је само један дуд преост'о (кратки филм)       |                                      |
| 1981.         | Туга (ТВ филм)                                        | шверцерка                            |
| 1981.         | Лов у мутном                                          | Ната                                 |
| 1981.         | База на Дунаву (минисерија)                           | Савета Брдар                         |
| 1981.         | Широко је лишће                                       | Јованка                              |
| 1981.         | Шеста брзина                                          | Савета Говедаревић                   |
| 1981.         | Сјећаш ли се Доли Бел                                 | Мајка                                |
| 1982.         | Докторка на селу (минисерија)                         |                                      |
| 1982.         | Приче из радионице (ТВ серија)                        | Савета Говедаревић                   |
| 1983.         | Имењаци (минисерија)                                  |                                      |
| 1983.         | Човек са четири ноге                                  | Секретарица                          |
| 1983.         | Кореспонденција (ТВ филм)                             | Милица Његован, Хаџијина жена        |
| 1983.         | Радован III (ТВ филм)                                 | Катица                               |
| 1983.         | Велики транспорт                                      | Јела                                 |
| 1983.         | Оштрица бријача (ТВ филм)                             |                                      |
| 1984.         | Опасни траг                                           | Милина мајка                         |
| 1984.         | Камионџије 2 (ТВ серија)                              | Инспекторка                          |
| 1984.         | Варљиво лето (минисерија)                             | Петрова мајка                        |
| 1984.         | Варљиво лето '68                                      | Петрова мајка                        |
| 1984.         | Лазар                                                 | Комшиница                            |
| 1984.         | Балкански шпијун                                      | Даница Чворовић                      |
| 1985.         | Екран снежи (ТВ филм)                                 |                                      |
| 1985.         | Јагоде у грлу                                         | Свастика Ружа                        |
| 1986.         | Лепота порока                                         | Милада                               |
| 1986.         | Свечана обавеза (ТВ филм)                             | Савета                               |
| 1986.         | Медвед 007 (ТВ филм)                                  |                                      |
| 1987.         | Милан — Дар (ТВ филм)                                 | Госпођа Лепосава                     |
| 1987.         | Под рушевинама (ТВ филм)                              |                                      |
| 1987.         | Живот радника                                         | Зилха Соколовић                      |
| 1988.         | Роман о Лондону (минисерија)                          | Кољина колегиница                    |
| 1988.         | Млада сила (ТВ филм)                                  |                                      |
| 1988.         | Срце и њена деца                                      | Кева                                 |
| 1988.         | Хаусторче (ТВ филм)                                   |                                      |
| 1988.         | За сада без доброг наслова                            | Благајница                           |
| 1988.         | Ђекна још није умрла, а ка' ће не знамо (ТВ серија)   | Перка                                |
| 1989.         | Човјек који је знао гђе је сјевер а гђе југ (ТВ филм) | Јока Чокорило                        |
| 1989.         | Свети Георгије убива аждаху (ТВ филм)                 | Тетка Славка                         |
| 1989.         | Госпођа министарка                                    | Тетка Даца                           |
| 1989.         | Усамљена ружа (кратки филм)                           |                                      |
| 1989—1990.    | Специјална редакција (минисерија)                     | Бранислава Кукић                     |
| 1989.         | Чудо у Шаргану (ТВ филм)                              | Иконија                              |
| 1989.         | Свет (ТВ филм)                                        | Госпођа Томић                        |
| 1989.         | Дивљи светац (ТВ филм)                                | Микина мајка                         |
| 1989.         | Доме, слатки доме (ТВ серија)                         | Цица                                 |
| 1989—1993.    | Метла без дршке (ТВ серија)                           | тетка Деса                           |
| 1989.         | Другарица министарка (минисерија)                     | Бранка Урошевић                      |
| 1989.         | Балкан експрес 2 (ТВ серија)                          | Мира Баба                            |
| 1990-е        |                                                       |                                      |
| 1990.         | Заборављени (ТВ серија)                               | Данкова мајка                        |
| 1990.         | Гала корисница: Атеље 212 кроз векове                 | Мира Бањац                           |
| 1990.         | Последњи валцер у Сарајеву                            | Фрау Фриче                           |
| 1990.         | Свето место                                           | Господарица Жупански                 |
| 1991.         | Мемоари породице Милић (ТВ серија)                    | Бака                                 |
| 1991.         | Кућа за рушење (ТВ филм)                              | Свекрва                              |
| 1991.         | Српски рулет (ТВ филм)                                |                                      |
| 1993.         | Рај (ТВ филм)                                         | Рођака Црњанског                     |
| 1993.         | Руски цар (ТВ филм)                                   | Наталија Симеуновић                  |
| 1994.         | Голи живот (минисерија)                               | Мира                                 |
| 1994.         | Дневник увреда 1993.                                  | Софија                               |
| 1994.         | Вуковар, једна прича                                  | Милка                                |
| 1995.         | Ориђинали (минисерија)                                | Буцка                                |
| 1996.         | Иван (ТВ)                                             | Лекарка                              |
| 1996.         | До коске                                              | Сладолеџијка                         |
| 1996.         | Лепа села лепо горе                                   | Вељина мајка                         |
| 1997.         | Моја домовина (кратки филм)                           |                                      |
| 1996−1997.    | Горе доле (ТВ серија)                                 | Кућна помоцница Каја                 |
| 1997.         | Лажа и паралажа                                       | Куварица                             |
| 1998.         | Буре барута                                           | Мајка босанског Србина               |
| 1999.         | Нож                                                   | Нана Хикмета                         |
| 2000-е        |                                                       |                                      |
| 2000.         | Мили и слатки, мој Ђокице (ТВ филм)                   | Марија                               |
| 2001.         | Сељаци                                                | Драгиња                              |
| 1999−2002.    | Породично благо (ТВ серија)                           | Розалија Михајловић „Роска”          |
| 2001.         | Она воли Звезду                                       | Баба Мара                            |
| 2001.         | Све је за људе                                        | Драгиња                              |
| 2001.         | Лола (ТВ филм)                                        | Славка                               |
| 2002.         | Тридесетдва квадрата (ТВ филм)                        | Драгиња                              |
| 2001−2002.    | Породично благо 2 (ТВ серија)                         | Розалија Михајловић „Роска”          |
| 2002.         | Лисице (ТВ серија)                                    | Клептоманка                          |
| 2002−2003.    | Казнени простор (ТВ серија)                           | Анина баба                           |
| 2004.         | Стижу долари (ТВ серија)                              | Удовица Шћепана Јововића             |
| 2005.         | Потера за срећ(к)ом                                   | Бака са цегерима                     |
| 2005.         | Стижу долари 2 (ТВ серија)                            | Удовица Шћепана Јововића             |
| 2006.         | М(ј)ешовити брак (ТВ серија)                          | Анина тетка                          |
| 2006.         | Оптимисти                                             | Баба коцкарка                        |
| 2006.         | Љубав, навика, паника (ТВ серија)                     | Милка                                |
| 2007.         | Промени ме                                            | Малобабићка                          |
| 2006−2009.    | Сељаци (ТВ серија)                                    | Драгиња                              |
| 2008.         | Браћа Блум                                            |                                      |
| 2007−2008.    | Вратиће се роде (ТВ серија)                           | Ружица Синђелић                      |
| 2009.         | Медени месец                                          | Стана                                |
| 2009.         | Ђавоља варош                                          | Бака                                 |
| 2010-е        |                                                       |                                      |
| 2010.         | Шесто чуло (минисерија)                               | Пашићева мајка                       |
| 2010.         | Као рани мраз                                         | Скелеџија                            |
| 2010.         | Седамдесет и два дана                                 | Баба Неђа                            |
| 2010.         | Бели, бели свет                                       | Баба                                 |
| 2011.         | Бели лавови                                           | Бакица                               |
| 2007−2012.    | Бела лађа (ТВ серија)                                 | Розалија Михајловић „Роска”          |
| 2012.         | Војна академија (ТВ серија)                           | Лелина бака                          |
| 2012.         | Кад сване дан                                         | Ана Бранков                          |
| 2012.         | Зима (кратки филм)                                    |                                      |
| 2013.         | Мамарош                                               | Мара                                 |
| 2014.         | Топ је био врео                                       | Сена                                 |
| 2014.         | Атомски здесна                                        | Јелисавета                           |
| 2014—2015.    | Јагодићи (ТВ серија)                                  | Милунка                              |
| 2015.         | Звиздан                                               | Иванова баба                         |
| 2016.         | Синђелићи (ТВ серија)                                 | Јагода Свирчев                       |
| 2016.         | Вере и завере (ТВ серија)                             | Надежда Несторовић                   |
| 2016.         | Бака (кратки филм)                                    | Бака                                 |
| 2016.         | Стадо                                                 | Брљина удовица                       |
| 2017.         | Реквијем за госпођу Ј.                                | Десанка                              |
| 2017.         | Бисер Бојане                                          | Емилија                              |
| 2017.         | Пси лају, ветар носи (ТВ серија)                      | Бака Нана                            |
| 2018.         | Павиљони                                              |                                      |
| 2018.         | Груди (минисерија)                                    | Фукијева баба                        |
| 2019.         | Бисер Бојане                                          | Емилија Поповић                      |
| 2019.         | Ујка — нови хоризонти (ТВ серија)                     | Верка                                |
| 2019.         | Преживети Београд (ТВ серија)                         | Баба Роса                            |
| 2020-е        |                                                       |                                      |
| 2020.         | Концентриши се, баба                                  | Марија                               |
| 2021.         | Феликс (ТВ серија)                                    | баба Ковиљка                         |
| 2021.         | Адвокадо                                              | баба                                 |
| 2021.         | Није лоше бити човек                                  |                                      |
| 2022.         | Било једном у Србији                                  | Деска                                |
| 2022.         | Игра судбине                                          | Мадам Дени                           |
| 2023 - у току | Закопане тајне                                        | Олга Асланова                        |

## Улоге у позоришту (избор)
Позоришну каријеру, Мира Бањац је започела у позоришту у Сремској Митровици 1949. године. Преласком у Српско народно позориште у Новом Саду, отвара свет карактерних ликова које у том позоришту игра готово 20 година. 1970. године Мира Траиловић је у половини сезоне доводи у београдски Атеље 212, где постаје носилац репертоара и остварује широк глумачки опус.
Једна од њених омиљених улога које је одиграла била је насловна улога глувонеме девојке у представи Џони Белинда, у продукцији позоришта у Бањој Луци. Редитељ је младу глумицу тада послао у загребачку болницу Ребро, где је упознала десетине глувонемих људи и од њих научила преко 300 знакова за споразумевање, како би се припремила за театар.
Мира Бањац играла је у класичном, али и у савременом репертоару. Запажене улоге остварила је у представама:
- Радован Трећи (Д. Ковачевић),
- Корешподенција (Б. Пекић),
- Чудо у Шаргану (Љ. Симовић),
- Трактат о слушкињама (Б. Циплић),
- Село сакуле а у Банату (З. Петровић),
- Улога моје породице у светској револуцији (Б. Ћосић),
- Жута (Г. Михић),
- Љубица, прво лице множине (М. Вучетић),
- Мајка (С. Вукијевич),
- Бел темпо (Б. Ћосић),
- Велико и мало (Б. Штраус),
- Тебанска куга (В. Лукић),
- Џони Белинда (Е. Харис)
- Кола мудрости двоја лудости (А. Н. Островски), и др.